# Manuel d’Amat i de Junyent

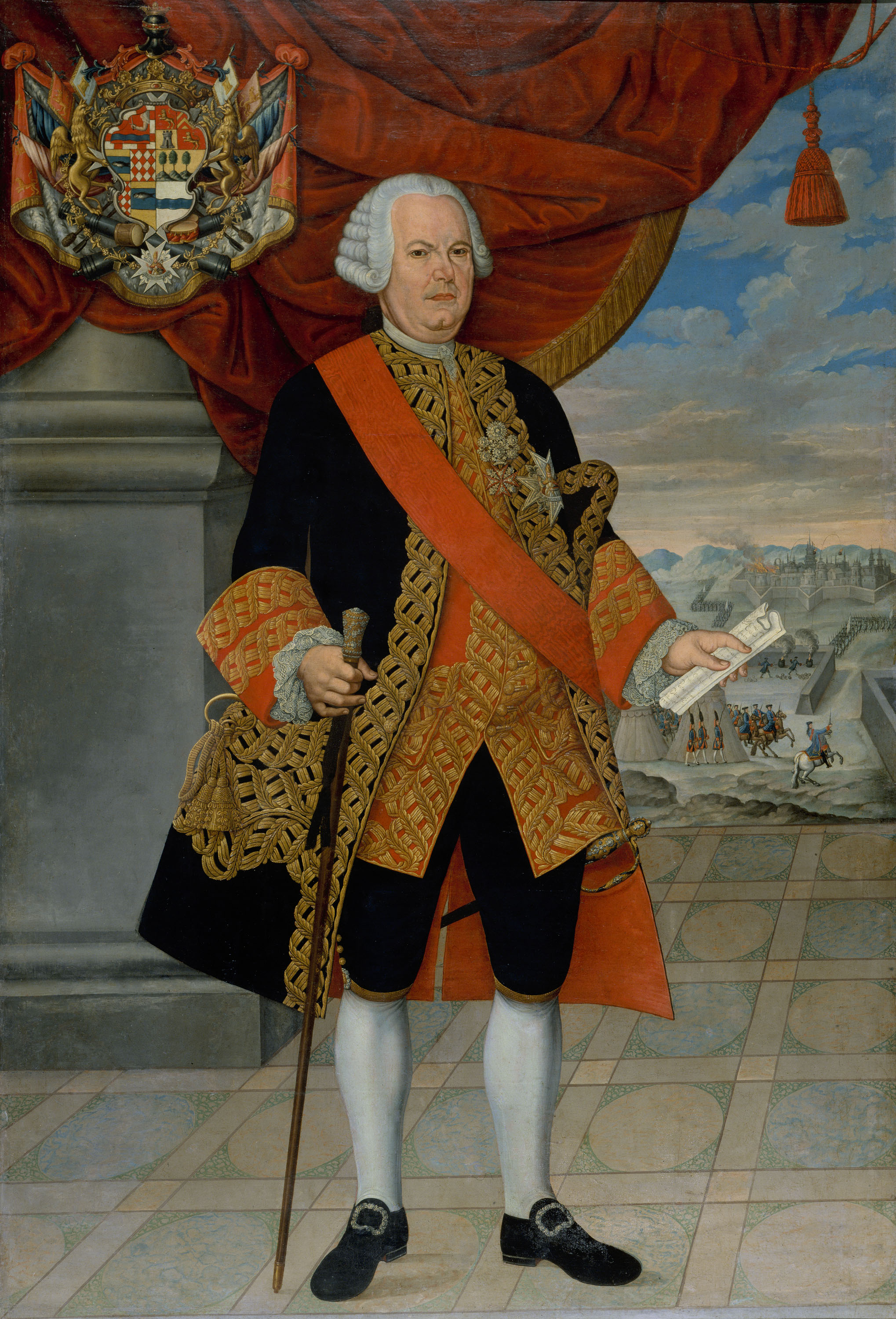
Manuel d’Amat i de Junyent, Spanischer Vizekönig von Peru

Manuel d’Amat i de Junyent, Spanisch: Manuel de Amat y de Junyent (* 1704, nach anderen Quellen: März 1707 in Vacarisses bei Barcelona; † 14. Februar 1782 in Barcelona) war ein Offizier, hoher Beamter, Gouverneur von Chile (1755–1771) und schließlich Vizekönig von Peru (1761–1776).

## Leben

### Früher Werdegang
Felipe Manuel Cayetano d’Amat i de Junyent wurde 1704 (nach anderen Quellen: 1707) als Sohn einer aristokratischen Familie in Katalonien geboren. Sein Vater war José d’Amat i de Planella, Marquis von Castellbell und einer der Gründer der Academia Desconfiada. Seine Mutter war Marianna Junyent i de Vergós, Tochter des Marquis von Castellmeià.
Nach Schul- und Studienaufenthalten in Valencia und Barcelona trat er 1715 im Alter von 11 Jahren der Armee bei. Mitverantwortlich dafür waren offenbar Eindrücke einer spanischen Militäraktion gegen die Franzosen in Aragón. Nachdem er bis 1721 als zweiter Leutnant einer Infanteriedivision in Barcelona gedient hatte, schloss er sich dem Malteserorden an. In dieser Zeit erhielt er das Kommando über ein Dragoner-Regiment in Afrika. In der Schlacht von Bitonto (25. Mai 1734) war er unter dem Kommando des Count von Montemar an dem Sieg über die Österreicher beteiligt. Im selben Jahr nahm er an der erfolgreichen Belagerung von Geta teil. Für seine Verdienste wurde er schließlich zum Feldmarschall ernannt. Nach einem Kurzaufenthalt in Barcelona und einigen Jahren auf Mallorca wurde er zum Gouverneur von Chile und damit automatisch zum Präsidenten der dortigen Real Audiencia berufen.

### Gouverneur von Chile
Nach seinem offiziellen Amtsantritt am 28. Dezember 1755 reiste er durch ganz Chile und gab den Bau von Befestigungen an der Küstenlinie und der Grenze zu den Mapuche in Auftrag. Weiterhin gründete er die Städte Talcamávida, Hualqui und Nacimiento. Bei Verhandlungen mit den kriegerischen Mapuche versuchte er Frieden zu schließen. Er konnte allerdings nach zwei Treffen, 1758 in Salto del Laja und 1760 in Santiago de Chile, nur Teilerfolge erzielen und damit den Frieden zwischen Chiloé und Concepción nicht dauerhaft sichern.

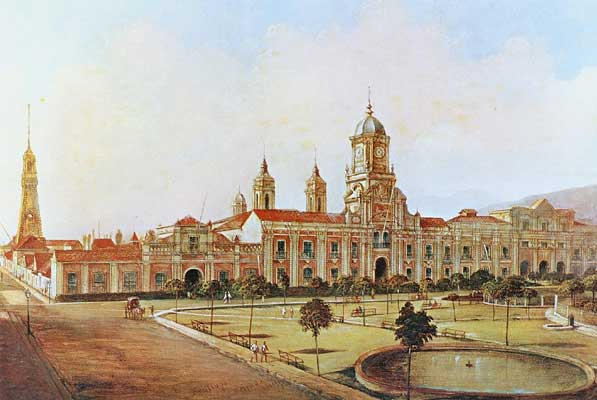
Historische Ansicht der Plaza de Armas in Santiogo de Chile

Vor allem in Santiago de Chile begann er mit einer regen Bautätigkeit und brachte den Rokoko in das Andenland. Er gab Brücken über den Río Mapocho in Auftrag, ließ den Marktplatz Plaza de Armas anlegen. Unter seiner Regentschaft nahm 1758 die Königliche Universität von San Felipe, die erste Universität Chiles, nach langen Jahren des Vorlaufs ihren Lehrbetrieb auf. Am 12. Oktober 1758 stellte er zudem die erste Polizeieinheit in Chile auf, die sogenannten Dragones de la Reina (Dragoner der Königin).
Ein von ihm angestrengtes Berufungsverfahren, die Juicio de residencia, zur Ernennung als Vizekönig von Peru hatte schließlich Erfolg. Am 12. Oktober 1761 wurde er offiziell zum Nachfolger von José Antonio Manso de Velasco ernannt. Das Amt des chilenischen Gouverneurs übergab er interimistisch an seinen Protegé Félix de Berroeta, einen ehemaligen Adjutanten, der zu dieser Zeit Gouverneur von Valdivia war.

### Vizekönig von Peru
In seine Zeit als Vizekönig von Peru fallen weitere bedeutende Bauten, z. B. die Festung Real Felipe in Callao, die Alameda de los Descalzos, die Paseo de Aguas und die Neugestaltung der Alameda de Acho. Außerdem gründete er die königliche Universität von San Carlos.
Unter seiner Administration wurde außerdem die Plaza de Toros de Acho, die weltweit drittälteste Stierkampfarena und erste Stierkampfarena in Peru, errichtet. Sie wurde mit einer großen Feier am 22. Februar 1762 eingeweiht.
Während seiner Amtszeit entsandte Amat auf Befehl und mit Unterstützung von König Karl III. insgesamt vier Expeditionen in die südpazifische Inselwelt:
1. Expedition zur Osterinsel (1770) mit zwei Schiffen unter dem Kommando von Don Felipe Gonzales de Haedo
2. Erste Expedition (1772–1773) zu den Gesellschaftsinseln – hauptsächlich nach Tahiti – und zum Tuamotu-Archipel mit der Fregatte Aguila unter dem Kommando von Domingo de Boenechea
3. Zweite Expedition (1774–1775) nach Tahiti mit zwei Schiffen, wieder unter dem Kommando von Domingo de Boenechea
4. Dritte Expedition (1775) nach Tahiti unter dem Kommando von Cayetano de Lángara

Ziel dieser Unternehmungen war es, zunächst festzustellen, in welchem Umfang die englischen und französischen Kolonisierungsbestrebungen der pazifischen Inseln erfolgreich waren sowie den spanischen Einfluss auf den Südpazifik auszudehnen. Weiterhin sollte die katholische Mission in dieser Weltgegend vorangetrieben bzw. etabliert werden. Am 17. Juli 1776 wurde d’Amat von Manuel de Guirior als Vizekönig abgelöst.

### Lebensende
Am 22. Oktober 1777 kehrte er in seine Heimat Spanien zurück und heiratete 1779 im Alter von 72 Jahren die erst 24 Jahre alte Maria Francisca de Fivaller y de Bru. Sie war eigentlich die Braut seines Neffen, Amat selbst hatte das junge Mädchen für ihn ausgesucht. Doch der Bräutigam erschien am Hochzeitstag nicht in der Kirche und ließ die Hochzeit platzen. Der ehemalige Vizekönig konnte das unstandesgemäße Verhalten seines Neffen nicht auf der Ehre seiner Familie haften lassen und bot sich noch am selben Tag als neuer Bräutigam an. Die arme Maria gab ihm dankbar das Jawort, denn ihre einzige Alternative wäre der Eintritt in ein Kloster gewesen. Ohne legitime Kinder zu hinterlassen, starb Amat am 14. Februar 1782. Seine Witwe erbte den prunkvollen Palast, den sich Amat direkt an der Rambla hatte bauen lassen, den Palau de la Virreina.
Aus einer Beziehung zu seiner langjährigen Geliebten während seiner Zeit als Vizekönig von Peru, der Schauspielerin und Sängerin María Michaela Villegas y Hurtado, genannt La Perricholi, hinterließ er hingegen einen unehelichen Sohn Manuel d´Amat y Villegas.